# 크리스 홀든 리드
크리스 홀든 리드(Kris Holden-Ried, 1973년 8월 1일 ~ )는 캐나다의 배우이다.

## 출연 작품
- 어나더 유 (2017)
- 사울: 더 저니 투 다마스쿠스 (2014)
- 로스트 걸 시즌5 (2014)
- 리스너 5 (2014)
- 로스트 걸 시즌4 (2013)
- 섹스 애프터 키즈 (2013)
- 리스너 4 (2013)
- 로스트 걸 시즌3 (2013)
- 리턴드 (2013)
- 언더월드 4 : 어웨이크닝 (2012)
- 텍스트얼리티 (2011)
- 로스트 걸 시즌2 (2011)
- 로스트 걸 (2010)
- 벤허 (2010)
- 더 데스 오브 앨리스 블루 (2009)
- 다이아몬드 (2008)
- 튜더스 1 : 왕의 여자들 (2007)
- 돌의 투척 (2006)
- 빅 걸 (2005)
- 나이아가라 모텔 (2005)
- 터치 오브 핑크 (2004)
- 아이스 바운드 (2003)
- 스트리트 타임 (2002)
- K-19 위도우메이커 (2001)
- 델라웨이 전투 (2000)
- 록의 전설 지미 헨드릭스 (2000)
- 고잉 투 캔사스 시티 (1998)
- 디펜더스 3 (1998)
- 해비태트 (1997)
- 나이트 오브 데몬스 3 (1997)